# Гульбоака (Кишинёв)
Гульбоака (рум. Hulboaca) — село в Молдавии, в составе коммуны Гратиешты сектора Рышкановка муниципия Кишинёв. Кроме него в коммуну также входит село Гратиешты.
Согласно переписи населения, проведенной в 2004 году, население села составило 1553 человека 

## Известные уроженцы
- Куку, Андрей — вице-премьер, министр экономики Республики Молдова (2000—2002)